# Đavolja Varoš
Đavolja Varoš (szerbül: Ђавоља варош, jelentése „Az ördög városa”) egy különös sziklaformáció, Dél-Szerbiában, délkeletre Kuršumlijától, a Radan-hegy déli lejtőin. Đavolja Varoš-ban 202 különös sziklaformáció található, amik vulkáni tufából és andezitből állnak, magasságuk 2 és 15 méter között változik. A terület tengerszint feletti magassága 700-720 m. A képződmények leginkább egy toronyra hasonlítanak. A legtöbb torony tetején andezitből álló szikla található. Az andezitsziklák megvédik a tornyokat a még gyorsabb eróziótól, mivel az eső nem tudja erodálni az anyagot, ami a kőtömb alatt van, de ami nincs védve, azt az eső erodálja.
Đavolja Varošt 1959-ben védelem alá helyezték.

## Vízrajz
A területen két forrásból extrém savas (1,5ph-s) ásványvíz szivárog fel. Az ásványvíznek rendkívül magas (15g/l) az ásványi anyag tartalma. Az egyik forrás az „Ördög vize”. A másik forrás az „Ördög forrása”. A vizük feltűnően vöröses színű az oldott ásványi anyagoknak köszönhetően.